# Élections régionales de 2014 en Brandebourg
Les élections régionales de 2014 en Brandebourg (en allemand : Landtagswahl in Brandenburg 2014) se tiennent le dimanche 14 septembre 2014, afin d'élire les 88 députés de la 6e législature du Landtag.
Le scrutin est marqué par une nouvelle victoire du Parti social-démocrate, au pouvoir depuis 24 ans, du ministre-président Dietmar Woidke. Le recul de Die Linke et la poussée de l'Union chrétienne-démocrate permet à cette dernière de reprendre à la gauche radicale la place de deuxième force politique régionale, tandis que l'Alternative pour l'Allemagne prend directement la quatrième place avec plus de 10 % des suffrages. La coalition rouge-rouge formée en 2009 conserve, amoindrie, sa majorité absolue et forme donc le nouveau gouvernement.

## Contexte
Arrivé au pouvoir en juin 2002 à la suite d'une crise politique, reconduit ensuite à la tête d'une grande coalition formée en septembre 2004, le ministre-président social-démocrate Matthias Platzeck a remporté un troisième mandat lors des élections régionales du 27 septembre 2009. Le score de 33 %, en hausse d'un point, confirme le Parti social-démocrate d'Allemagne (SPD) comme premier parti du Land, marque la fin de sa chute, entamée en 1999 et ne souffre pas des déroutes au niveau fédéral ou dans le Schleswig-Holstein enregistrées le même jour.
Le SPD est suivi par Die Linke, qui recule de moins d'un point à 27,2 % et se place une nouvelle fois en deuxième position. Elle remplace donc l'Union chrétienne-démocrate d'Allemagne (CDU) comme partenaire de coalition des sociaux-démocrates. Quant à l'Alliance 90 / Les Verts (Grünen), elle réalise un score de 5,6 %, ce qui lui permet de revenir au Landtag après 15 ans d'absence. À droite, la CDU reste coincée en troisième position de l'échiquier politique, son résultat de 19,8 % marquant une infime progression, inférieure à un demi-point. En obtenant 7,2 % des voix, le Parti libéral-démocrate (FDP) atteint son meilleur score régional et fait, lui aussi, son retour au Parlement régional après une absence de trois législatures. Enfin, l'Union populaire allemande (DVU), présente sur les bancs du Landtag depuis dix ans, s'écroule avec 1,2 % des suffrages, ce qui lui fait perdre sa représentation parlementaire.
Pendant la législature surviennent les élections fédérales du 22 septembre 2013. Si aux élections fédérales du 27 septembre 2009, la gauche radicale avait devancé sociaux-démocrates et chrétiens-démocrates, le trio de tête a légèrement évolué : la CDU remporte 34,8 % des suffrages, soit une hausse spectaculaire de 11 points permise par l'effondrement des libéraux-démocrates et de Die Linke, qui perd plus de six points et tombe à 22,4 %, derrière le SPD qui récolte 23,1 % des voix. Enfin, si le Parti national-démocrate d'Allemagne (NPD) se contente de 2,6 %, l'Alternative pour l'Allemagne (AfD) perce à 6 % des suffrages.
Victime de problèmes de santé récurrents, Platzeck annonce le 27 juin 2013 sa démission future. Il propose que son ministre de l'Intérieur Dietmar Woidke prenne sa succession à la tête du gouvernement et de la fédération du SPD du Land. Woidke est effectivement investi par le Landtag un mois plus tard, le 29 juillet. Il devient ainsi le troisième chef du gouvernement du Brandebourg depuis 1990.

## Mode de scrutin
Le Landtag est constitué de 88 députés (en allemand : Mitglied des Landtags, MdL), élus pour une législature de cinq ans au suffrage universel direct et suivant le scrutin proportionnel de Hare/Niemayer.
Chaque électeur dispose de deux voix : la première (Wahlkreisstimme) lui permet de voter pour un candidat de sa circonscription selon les modalités du scrutin uninominal majoritaire à un tour, le Land comptant un total de 44 circonscriptions ; la seconde voix (Landesstimme) lui permet de voter en faveur d'une liste de candidats présentée par un parti au niveau du Land.
Lors du dépouillement, l'intégralité des 88 sièges est répartie proportionnellement aux secondes voix entre les partis ayant remporté au moins 5 % des suffrages exprimés au niveau du Land. Si un parti a remporté des mandats au scrutin uninominal, ses sièges sont d'abord pourvus par ceux-ci.
Dans le cas où un parti obtient plus de mandats au scrutin uninominal que la proportionnelle ne lui en attribue, il conserve ces mandats supplémentaires et la taille du Landtag est augmentée par des mandats complémentaires distribués aux autres partis pour rétablir une composition proportionnelle aux secondes voix, dans une limite de 110 sièges au total.

## Campagne

### Principales forces
| Parti | Parti                                                                              | Idéologie                                                     | Chef de file                            | Résultats de 2009          |
| ----- | ---------------------------------------------------------------------------------- | ------------------------------------------------------------- | --------------------------------------- | -------------------------- |
|       | Parti social-démocrate d'Allemagne Sozialdemokratische Partei Deutschlands         | Centre gauche Social-démocratie, troisième voie, progressisme | Dietmar Woidke (Ministre-président)     | 33,0 % des voix 31 députés |
|       | Die Linke                                                                          | Gauche Socialisme démocratique, anticapitalisme               | Christian Görke (Ministre des Finances) | 27,2 % des voix 26 députés |
|       | Union chrétienne-démocrate d'Allemagne Christlich Demokratische Union Deutschlands | Centre droit Démocratie chrétienne, libéral-conservatisme     | Michael Schierack                       | 19,8 % des voix 19 députés |
|       | Parti libéral-démocrate Freie Demokratische Partei                                 | Centre à centre droit Libéralisme, libéralisme                | Andreas Brütner                         | 7,2 % des voix 7 députés   |
|       | Alliance 90 / Les Verts Bündnis 90/Die Grünen                                      | Centre gauche Écologie, progressisme                          | Ursula Nonnemacher                      | 5,7 % des voix 5 députés   |
|       | Alternative pour l'Allemagne Alternative für Deutschland                           | Droite Libertarianisme, euroscepticisme, national-libéralisme | Alexander Gauland                       | Inexistant 0 député        |

## Résultats

### Voix et sièges
|                          |                                                                          |                                                                          |                  |                  |                  |                  |           |        |        |              |               |
| Partis                   | Partis                                                                   | Partis                                                                   | Circonscriptions | Circonscriptions | Circonscriptions | Circonscriptions | Listes    | Listes | Listes | Total sièges | +/-           |
| Partis                   | Partis                                                                   | Partis                                                                   | Votes            | %                | Sièges           | +/−              | Votes     | %      | Sièges | Total sièges | +/-           |
|                          | Parti social-démocrate d'Allemagne (SPD)                                 | Parti social-démocrate d'Allemagne (SPD)                                 | 307 987          | 31,31            | 29               | 10               | 315 202   | 31,92  | 1      | 30           | 1             |
|                          | Union chrétienne-démocrate d'Allemagne (CDU)                             | Union chrétienne-démocrate d'Allemagne (CDU)                             | 246 682          | 25,08            | 10               | 6                | 226 835   | 22,97  | 11     | 21           | 2             |
|                          | Die Linke (Linke)                                                        | Die Linke (Linke)                                                        | 202 364          | 20,57            | 4                | 17               | 183 178   | 18,55  | 13     | 17           | 9             |
|                          | Alternative pour l'Allemagne (AfD)                                       | Alternative pour l'Allemagne (AfD)                                       | 88 330           | 8,98             | 0                | en stagnation    | 120 077   | 12,16  | 11     | 11           | 11            |
|                          | Alliance 90 / Les Verts (Grünen)                                         | Alliance 90 / Les Verts (Grünen)                                         | 56 725           | 5,77             | 0                | en stagnation    | 60 767    | 6,15   | 6      | 6            | 1             |
|                          | Mouvements citoyens unis du Brandebourg / Électeurs libres (de) (BVB/FW) | Mouvements citoyens unis du Brandebourg / Électeurs libres (de) (BVB/FW) | 49 854           | 5,07             | 1                | 1                | 26 317    | 2,67   | 2      | 3            | 3             |
|                          | Parti national-démocrate d'Allemagne (NPD)                               | Parti national-démocrate d'Allemagne (NPD)                               | 9 634            | 0,98             | 0                | en stagnation    | 21 605    | 2,19   | 0      | 0            | en stagnation |
|                          | Parti des pirates (Piraten)                                              | Parti des pirates (Piraten)                                              | 6 201            | 0,63             | 0                | en stagnation    | 14 595    | 1,48   | 0      | 0            | en stagnation |
|                          | Parti libéral-démocrate (FDP)                                            | Parti libéral-démocrate (FDP)                                            | 13 549           | 1,38             | 0                | en stagnation    | 14 376    | 1,46   | 0      | 0            | 7             |
|                          | Autres                                                                   | Autres                                                                   | 2 450            | 0,25             | 0                | en stagnation    | 4 369     | 0,44   | 0      | 0            | en stagnation |
|                          |                                                                          |                                                                          |                  |                  |                  |                  |           |        |        |              |               |
| Votes valides            | Votes valides                                                            | Votes valides                                                            | 983 748          | 98,10            |                  |                  | 987 321   | 98,46  |        |              |               |
| Votes blancs et nuls     | Votes blancs et nuls                                                     | Votes blancs et nuls                                                     | 19 052           | 1,90             | 15 432           | 1,54             |           |        |        |              |               |
| Total                    | Total                                                                    | Total                                                                    | 1 002 753        | 100              | 44               | en stagnation    | 1 002 753 | 100    | 44     | 88           | en stagnation |
| Abstentions              | Abstentions                                                              | Abstentions                                                              | 1 091 705        | 52,12            |                  |                  | 1 091 705 | 52,12  |        |              |               |
| Inscrits / participation | Inscrits / participation                                                 | Inscrits / participation                                                 | 2 094 458        | 47,88            | 2 094 458        | 47,88            |           |        |        |              |               |

### Analyse
L'abstention connaît un bond, passant de 33 % à 52 % des inscrits en cinq ans. Le SPD obtient une nouvelle majorité relative, près de neuf point devant la CDU. Progressant de trois points, cette dernière reprend à Die Linke la deuxième place des forces politiques régionales. La gauche radicale enregistre de son côté un net recul, en perdant plus de huit points.
L'AfD apparaît comme la grande gagnante de ces élections, émergeant à plus de 10 % des suffrages exprimés, et prenant des électeurs à tous les partis, à l'exception des Grünen. Ceux-ci restent stables, dans un Land où ils demeurent de faible importance.
Le FDP sort lui laminé de ces élections, ne récoltant que 1,5 % des suffrages exprimés. Il est même devancé par le NPD. Enfin, les BVB/FW parviennent à faire leur entrée au Landtag sans franchir le seuil des 5 %, grâce à l'élection de l'un de leurs candidats, Christoph Schulze, dans une circonscription de l'arrondissement de Teltow-Fläming. Schulze, député social-démocrate depuis 1990 a quitté le SPD du fait de son opposition à l'aéroport de Berlin-Brandenburg, ce qui selon les observateurs lui a permis son élection,.

### Conséquences
Le SPD annonce vouloir maintenir sa collaboration gouvernementale avec Die Linke, en dépit des appels du pied de la CDU, qui émet le vœu de la formation d'une grande coalition en remplacement de la coalition rouge-rouge sortante. Le 5 novembre suivant, Dietmar Woidke est investi pour un nouveau mandat par 47 suffrages favorables sur 87, ayant reconduit la majorité sortante et mené à l'entrée en fonction du cabinet Woidke II.